# 多弗勒山脈
62°06′N 9°25′E / 62.100°N 9.417°E

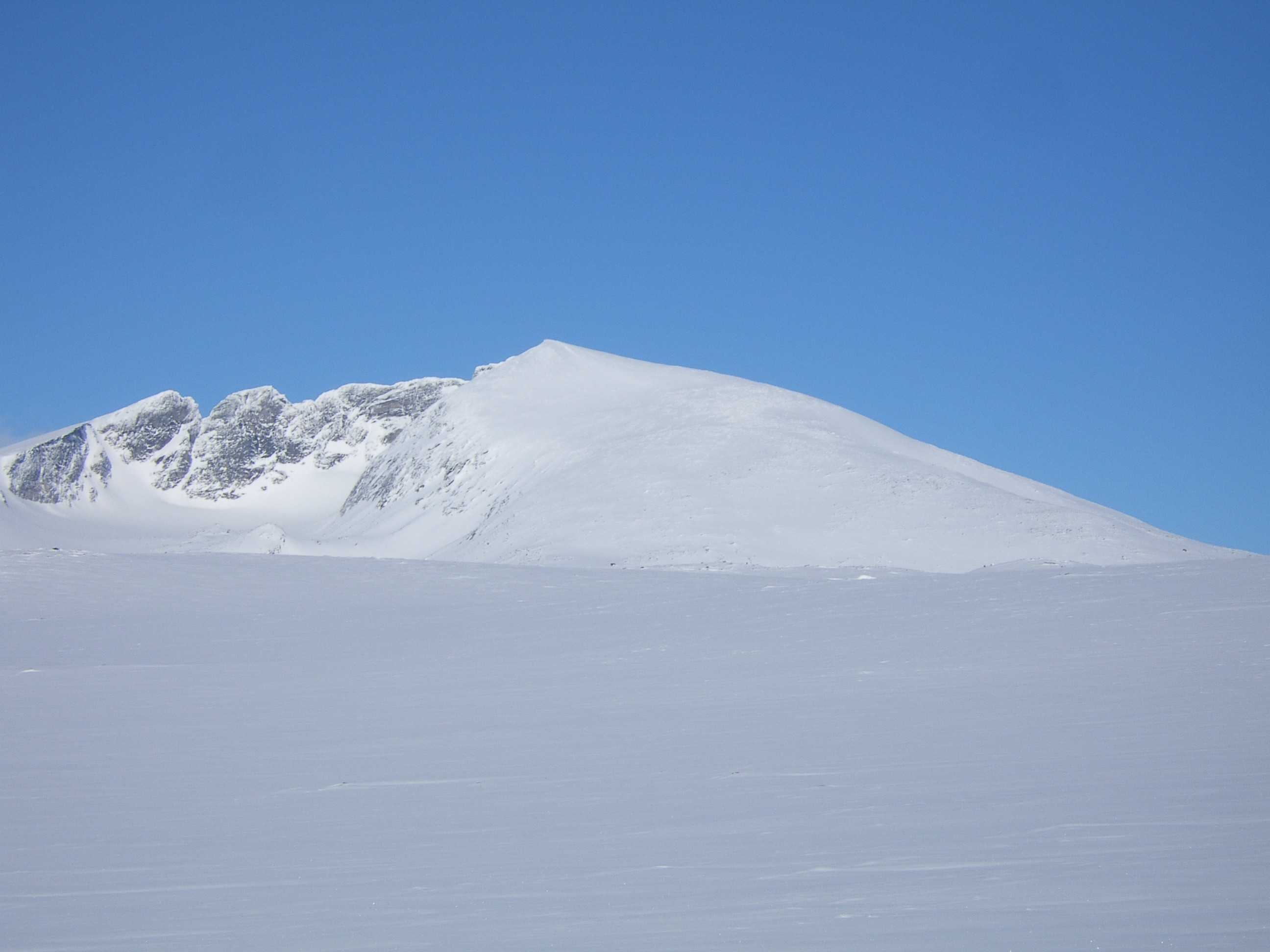

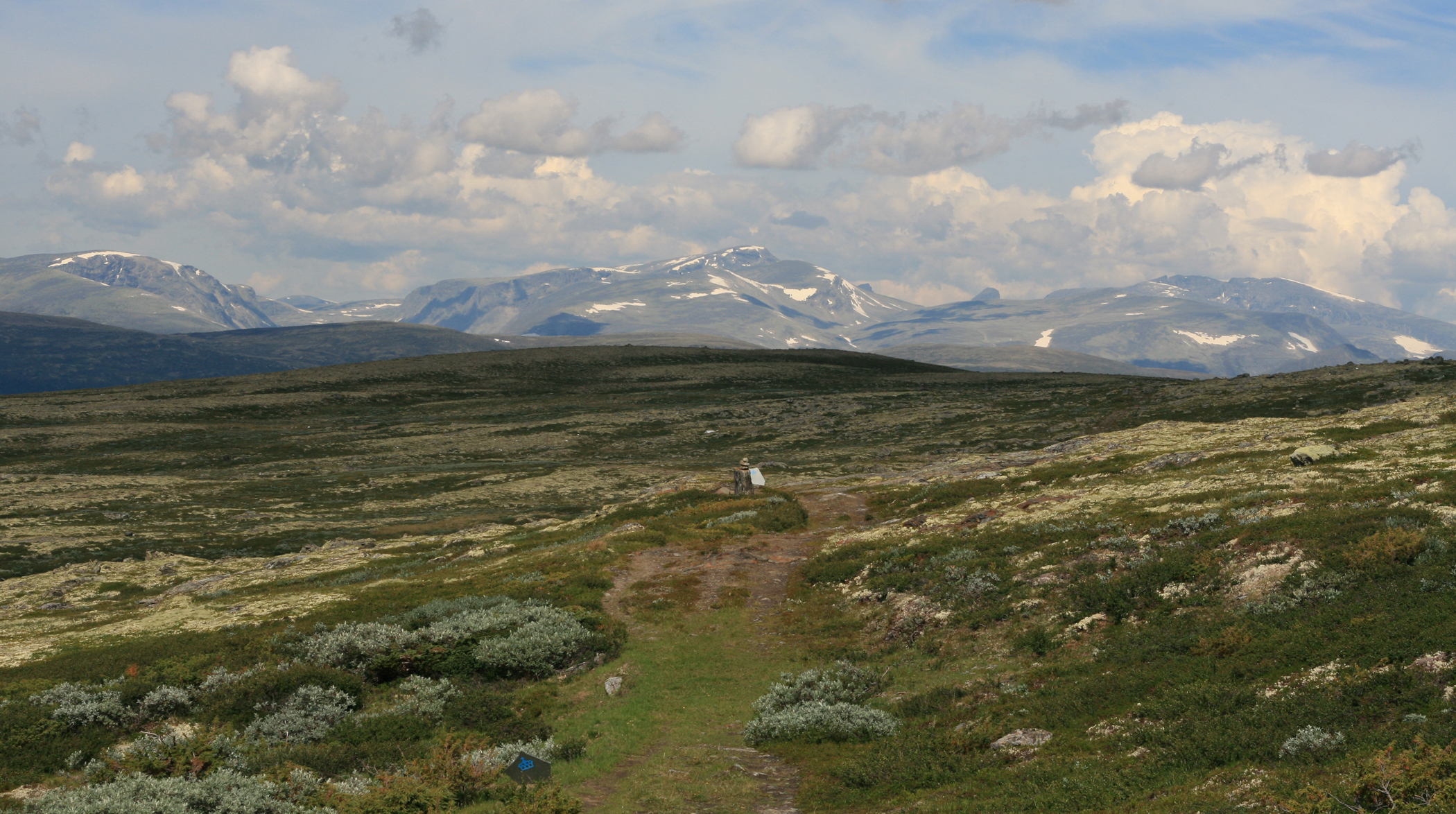

多弗勒山脈（挪威語：Dovrefjell）是位於挪威中部的山脈，所在處為默勒-魯姆斯達爾郡，屬於斯堪的納維亞山脈的一部分，最高點斯訥峰海拔高度2,286米。